# Medlemmer af Kommunalbestyrelsen i Rødovre 2006-10
Til kommunalbestyrelsen i Rødovre valgtes 16. november 2005 19 medlemmer, der alle tiltrådte 1. januar 2006.
Mandatfordelingen var som følger:
- A: Socialdemokratiet – 11
- B: Det Radikale Venstre – 1
- C: Det Konservative Folkeparti – 1
- F: Socialistisk Folkeparti – 1
- O: Dansk Folkeparti – 2
- V: Venstre – 2
- Ø: Enhedslisten – 1

| Medlem                     | Parti                       |
| -------------------------- | --------------------------- |
| Dora Arvidsen              | Socialdemokratiet           |
| Ahmed Dhqane               | Socialdemokratiet           |
| Flemming Østergaard Hansen | Socialdemokratiet           |
| Britt Jensen               | Socialdemokratiet           |
| Jens Jørgen Jensen         | Socialdemokratiet           |
| Jan Kongebro               | Socialdemokratiet           |
| Grethe Kujack              | Socialdemokratiet           |
| Jan Langballe              | Det Konservative Folkeparti |
| Peter Mikkelsen            | Enhedslisten                |
| Alex Nielsen               | Socialdemokratiet           |
| Erik Nielsen               | Socialdemokratiet           |
| Claus Gisselmann Olsen     | Venstre                     |
| Ole Parbst                 | Det Radikale Venstre        |
| Henrik Kalat Pedersen      | Dansk Folkeparti            |
| Svend Erik Pedersen        | Socialistisk Folkeparti     |
| Annie Arnoldsen Petersen   | Socialdemokratiet           |
| Vivi Skriver               | Socialdemokratiet           |
| Helle Skaarup              | Venstre                     |
| Niels Spittau              | Dansk Folkeparti            |